# Víťaz
Víťaz (em húngaro: Nagyvitéz) é um município da Eslováquia, situado no distrito de Prešov, na região de Prešov. Tem 19,3 km² de área e sua população em 2018 foi estimada em 2.011 habitantes.

## Demografia
| Ano:        | 1994 | 2004   | 2014   | 2024   |
| ----------- | ---- | ------ | ------ | ------ |
| Broj ljudi: | 1768 | 1937   | 2056   | 2040   |
| Razlika:    |      | +9,55% | +6,14% | -0,77% |

| Ano:               | 2023 | 2024   |
| ------------------ | ---- | ------ |
| Número de pessoas: | 2018 | 2040   |
| Diferença:         |      | +1,09% |